# Setge de Verneuil
La batalla de Verneueil va tenir lloc l'agost de 1424 durant la Guerra dels Cent Anys a la rodalia de Verneuil-sur-Avre (Normandia). El 1420 els anglesos proclamen a Enric VI Rei de França. Carles VII de França també és rei i es disposa a reconquerir el seu país amb un exèrcit format per nombrosos elements estrangers com són els escocesos al comandament de John Stewart. L'exèrcit francès va aconseguir penetrar en Normandia i prendre la població de Verneuil-sur-Avre però el duc de Bedford va arribar amb un fort exèrcit per reconquerir-la.

## Desenvolupament tàctic
Els homes d'armes francesos es van travar en combat amb el centre anglès mentre que els arquers anglesos dispersaven a la poderosa cavalleria pesant francesa, que havia fet una volta i tractava d'atacar la rereguarda anglesa. Un cop dispersats i posats en fuga els cavallers francesos, els arquers anglesos van atacar a la infanteria francesa. Aquesta intervenció va ser determinant per a la victòria anglesa. Els soldats francesos, extenuats després d'una infructuosa lluita, no van poder replegar-se i van ser assetjats durant la resta de la jornada pels arquers anglesos. Per fi van trencar files i es van dispersar.

## Conseqüències
La derrota francesa va ser horrible. Almenys 5.000 morts i grans pèrdues com John Stewart o el duc d'Alençon, que fou fet presoner. Va ser una altra batalla més on els arquers de tir llarg anglesos eren molt eficaços contra la cavalleria pesant francesa, i que aquesta perdia la seva efectivitat una vegada desmuntada i unida a les tropes d'infants. Va ser així mateix una dura derrota per Carles VII de França, que veia minvada la seva hisenda després de la batalla, sense possibilitat de refer un gran exèrcit. Els mercenaris (especialment els escocesos i llombards) francesos també van patir greus pèrdues que els van fer retornar a la llar.